# Olga Medvedtseva
Olga Valeryevna Medvedtseva, anteriormente Pyleva (em russo:  Ольга Валерьевна Пылёва) (Krasnoyarsk, 7 de julho de 1975) é uma biatleta russa. Nos Jogos Olímpicos de Inverno de 2002 em Salt Lake City ela conquistou duas medalhas, uma de ouro e uma de bronze. Ela também disputou os Jogos Olímpicos de Inverno de 2006 em Turim conquistando uma medalha de prata, porém o teste anti dopagem de positivo para substância carphedon, e ela perdeu a medalha. Nos Jogos Olímpicos de Inverno de 2010 ela voltou a ganhar medalha olímpica, ganhando o ouro.
Ela também foi 6 vezes campeã mundial.
.